# Любецька волость
Любецька волость — історична адміністративно-територіальна одиниця Городнянського повіту Чернігівської губернії з центром у містечку Любеч.
Станом на 1885 рік складалася з 25 поселень, 20 сільських громад. Населення — 8204 осіб (3999 чоловічої статі та 4205 — жіночої), 1113 дворових господарств.
|                     | Площа, десятин | У тому числі орної, дес. |
| ------------------- | -------------- | ------------------------ |
| Сільських громад    | 5117           | 2821                     |
| Приватної власності | 13198          | 4409                     |
| Іншої власності     | 717            | 20                       |
| Загалом             | 19032          | 7250                     |

Поселення волості:
- Любеч — колишнє державне та власницьке містечко при озері Любеч за 70 верст від повітового міста, 2312 осіб, 453 двори, 7 православних церков, школа, лікарня, 2 постоялих будинки, 8 лавок, 2 цегельних, пивоварний і винокурний заводи, базари, 4 щорічних ярмарки.
- Радуль — колишня власницька слобода при річці Дніпро, 393 особи, 94 двори, православна церква, 2 постоялих будинки, базари, 2 водяних млини, 2 крупорушки, 3 щорічних ярмарки.

1899 року у волості налічувалось 33 сільських громади, населення зросло до 12938 осіб (6440 чоловічої статі та 6498 — жіночої).